# Distretto di Aucara
Il distretto di Aucara è uno dei ventuno distretti della provincia di Lucanas, in Perù. Si trova nella regione di Ayacucho e si estende su una superficie di 903,51 chilometri quadrati.

Ha per capitale la città di Aucara e nel censimento del 2005 contava 2.744 abitanti.